# Péter Farkas
Péter Farkas (Budapest, 14 de agosto de 1968) es un deportista húngaro que compitió en lucha grecorromana.
Participó en dos Juegos Olímpicos de Verano, obteniendo una medalla de oro en Barcelona 1992, en la categoría de 82 kg, y el 17.º lugar en Atlanta 1996.
Ganó dos medallas de oro en el Campeonato Mundial de Lucha, en los años 1990 y 1991, y dos medallas en el Campeonato Europeo de Lucha, oro en 1991 y plata en 1996.

## Palmarés internacional
| Juegos Olímpicos   | Juegos Olímpicos         | Juegos Olímpicos | Juegos Olímpicos |
| Año                | Lugar                    | Medalla          | Categoría        |
| ------------------ | ------------------------ | ---------------- | ---------------- |
| 1992               | Barcelona (España)       | Medalla de oro   | 82 kg            |
| Campeonato Mundial |                          |                  |                  |
| Año                | Lugar                    | Medalla          | Categoría        |
| 1990               | Ostia (Italia)           | Medalla de oro   | 82 kg            |
| 1991               | Varna (Bulgaria)         | Medalla de oro   | 82 kg            |
| Campeonato Europeo |                          |                  |                  |
| Año                | Lugar                    | Medalla          | Categoría        |
| 1991               | Aschaffenburg (Alemania) | Medalla de oro   | 82 kg            |
| 1996               | Budapest (Hungría)       | Medalla de plata | 82 kg            |